# پرس تی‌وی
پرس تی‌وی (به انگلیسی: Press TV)، شبکهٔ تلویزیونی وابسته به صدا و سیمای جمهوری اسلامی ایران و نخستین شبکهٔ خبری تلویزیونی انگلیسی‌زبان ایرانی است. این شبکه در تاریخ ۱۷ تیر ۱۳۸۶ در زمان مدیریت محمد سرافراز بر بخش برون مرزی سیما راه اندازی شد. هم‌اکنون مدیریت این شبکه برعهده احمد نوروزی است.

## پیشینه
پرس تی‌وی با بودجهٔ ۲۵ میلیارد تومانی در ۱۷ تیر ۱۳۸۶ با حضور محمود احمدی‌نژاد افتتاح شد. پرس تی‌وی پس از مدت‌ها پخش آزمایشی برنامه‌ها از ساعت ۱۹ و ۳۰ دقیقهٔ روز ۱۱ تیر ۱۳۸۶ (۳ ژوئیه ۲۰۰۷) به وقت تهران به‌طور رسمی پخش برنامه‌های خود را شروع کرد.
پایگاه اصلی این شبکه در تهران است. این شبکه خبرنگاران مقیم بسیاری در نقاط راهبردی و مهم جهان مستقر کرده‌است. پرس تی‌وی دارای ۴۰۰ کارمند در درون ایران و ۲۶ خبرنگار محلی در شهرهای مهم جهان از جمله بیت‌المقدس، نیویورک و واشینگتن، دی. سی است.محل دفتر اداری این شبکه در میدان فرهنگ سعادت اباد واقع است.

## مخاطب
به گفتهٔ مدیر سابق شبکه،محمد سرافراز، به خاطر نیاز به وجود دیدگاه متفاوتی در مسائل ایران و خاورمیانه، مخاطبان اصلی شبکه مردم انگلیسی‌زبان و مخاطبان اروپایی و آمریکایی هستند.

## شعار و اهداف
شعار این شبکه «خبر از نگاه جدید» برای شکستن سلطهٔ رسانه‌های گروهی غربی است. پرس تی‌وی سایر اهداف خود را به شرح زیر اعلام کرده‌است:
- شکستن انحصار قوی رسانه‌های غربی
- به وجود آوردن پلی میان فرهنگ‌های مختلف
- تأکید بر نمایش تفاوت‌ها و مشترکات سیاسی و فرهنگی با توجه به شرایط انسانی[۵]

همچنین پرس تی‌وی اعلام کرده که این شبکه تحلیل دقیقی از رویدادها ارائه خواهد کرد، با این هدف که سوی دیگر داستان را به نمایش بگذارد.

## برنامه‌ها
این شبکه به‌صورت ۲۴ ساعته برنامه‌های خبری و مستند تولید و پخش می‌کند. به گفتهٔ مدیر شبکه، برنامه‌های زنده اکنون از واشینگتن، دی. سی، نیویورک، لندن، بیروت و دمشق پخش می‌شوند و قرار است در مصر و فلسطین هم این کار راه بیفتد.
بخش دیگری از شبکه به پخش فیلم‌های مستند اختصاص دارد. گروه‌های مستندساز از حدود ۲۰ کشور دنیا رفته و برای این شبکه برنامه تولید کرده‌اند. به گفتهٔ مدیر شبکه برای ۸ ماه آینده روزی نیم ساعت برنامه مستند که بخشی از این برنامه‌ها خرید خارجی است پخش خواهد شد.
برخی برنامه‌های برگزیده:
| برنامه                     | مجری                                                                        | موضوع                                      |
| -------------------------- | --------------------------------------------------------------------------- | ------------------------------------------ |
| The Africa Today           | وییسوا (لندن)                                                               | برنامه‌ای اختصاصی در مورد تحولات آفریقا     |
| The Agenda                 | ایوان ریدلی (لندن)                                                          | برنامهٔ تفسیر سیاسی                         |
| Comment                    | جورج گالوی (لندن)                                                           | چت شو                                      |
| ‎ کودکان غزه را بخاطر بسپار‏ | امینا تیلور - لارن بوث                                                      | برنامهٔ اختصاصی در مورد کودکان غزه          |
| Forum                      | اندرو گیلیگان خبرنگار پیشین بی‌بی‌سی ۴                                        |                                            |
| The Real Deal              | جورج گالوی عضو پیشین پارلمان انگلستان                                       | برنامهٔ سیاسی هفتگی                         |
| Middle East Today          | مریم صالح و مرلین دیک (بیروت) و کریس گلکن، ژوبین زروان ومرضیه هاشمی (تهران) | برنامهٔ روزانه مربوط به خاورمیانه           |
| A Simple Question          | اد آگوستین (لندن)                                                           | نظرخواهی از مردم لندن دربارهٔ موضوعات مختلف |

شاخص‌ترین چهره در دفتر لندن، ایوان ریدلی گزارشگر پیشین ساندی اکسپرس است که در سال ۲۰۰۱ میلادی به اسلام گروید. ریدلی مجری برنامهٔ هفتگی سیاسی زنده به نام دستور کار (Agenda) است.

## بازتاب افتتاح پرس تی‌وی
پیش از آغاز به کار شبکهٔ پرس تی‌وی حدود ۳ میلیون بازدید از وبگاه این رسانه از ایالات متحده صورت گرفت.
روزنامهٔ گاردین، شبکهٔ ایرانی پرس تی‌وی را چالشی برای بی‌بی‌سی و پادزهری در برابر شبکهٔ خبری فاکس نیوز توصیف کرد.
روزنامهٔ جروزالم پست چاپ اسرائیل در تحلیلی به مناسبت آغاز به کار شبکهٔ ماهواره‌ای پرس تی‌وی، از این شبکه به‌عنوان «آخرین سلاح ایران به زبان انگلیسی»، و هدف از تأسیس پرس تی‌وی را مقابله به مثل دولت ایران در برخورد با رسانه‌های غربی عنوان کرد.
روزنامهٔ لس آنجلس تایمز چاپ آمریکا با استقبال از آغاز به کار پرس تی‌وی با شعار «آلترناتیو خبری» ابراز امیدواری کرد که این رسانه به رسانه‌ای چندصدایی تبدیل شود و واقعیات را همانگونه که هست منتشر کند.

ریدلی در مصاحبه‌ای با گاردین گفت: «به نظر من این شبکه پادزهری برای شبکهٔ خبری فاکس نیوز است و چشم‌انداز متفاوتی به گزارش‌های خبری در مقایسه با رسانه‌های غالب ارائه خواهد داد.» او تأکید کرد: «هیچ سانسوری در این شبکه نیست. اگر قرار بود کسی کار مرا سانسور کند، من اینجا نبودم.» وی قبلاً مصاحبه‌هایی را با طرفداران اسرائیل، طرفداران صهیونیست‌ها و محققان یهودی ضبط کرده‌است و هیچ شکایتی از طرف رؤسایش صورت نگرفته‌است.
رئیس سازمان صداوسیما  در  بهمن ۱۴۰۳ خبر داد که از روز یکشنبه ۳۰ دی شبکه پرس تی‌وی در ترکیه فعالیتش را آغاز کرده است.

## انتقادات
سازمان آفکام که عملکرد رسانه‌های بین‌المللی را در بریتانیا زیر نظر دارد شکایتی در این زمینه را بررسی کرد که پرس تی‌وی تعهد خود در مورد گزارش‌دهی دقیق و بی‌طرفانه را نادیده گرفته‌است. سرانجام در ۲۰ ژانویهٔ ۲۰۱۲ آفکام گفت که نتوانسته متقاعد شود که پرس تی‌وی در مورد برنامه‌هایی که پخش می‌کند، کنترل کامل دارد. آفکام، در بیانیه‌ای که به منظور اعلام خبر لغو پروانهٔ کار پرس تی‌وی منتشر کرده، گفته‌است که این نهاد به این نتیجه رسیده‌است که تصمیم‌گیری در مورد برنامه‌های پرس تی‌وی و نظارت بر این برنامه‌ها در ایران انجام می‌گرفته و نه در بریتانیا که صادرکنندهٔ پروانهٔ کار این تلویزیون است.
روزنامهٔ تایمز با اشاره به سرکوب اعتراضات مردم ایران به نتایج انتخابات توسط دولت ایران، با انتقاد از عملکرد پرس تی‌وی نوشت: «در حالی‌که دولت ایران روزنامه‌نگاران خارجی را از آن کشور اخراج می‌کند، پرس تی‌وی آزادانه به فعالیت خود در بریتانیا ادامه می‌دهد و حتی توانسته‌است آگهی‌های تبلیغاتی خود را در اتوبوس‌های شهری لندن نصب کند».
آران زینگر، خبرنگار ارشد رادیو اسرائیل با انتقاد از عملکرد غیرحرفه‌ای پرس تی‌وی می‌گوید: «بسیاری از چیزهایی که آن‌ها دربارهٔ ایران و به ویژه دربارهٔ رژیم جمهوری اسلامی می‌گویند معمولاً حقیقت ندارد.»
در پی سرکوب معترضان به نتیجه انتخابات ریاست جمهوری توسط حکومت ایران، نیک فراری از برنامه‌سازان پرس تی‌وی، با استعفا از این شبکه مدعی شد که: «پرس تی‌وی، صرفاً آنچه را که به آن گفته می‌شود را پخش می‌کند و به همین دلیل، او دیگر قادر نیست به کار با چنین تشکیلاتی ادامه‌دهد».
در پی استعفای نیک فراری از پرس تی‌وی، دومینیک لاوسون، سرمقاله‌نویس ساندی تایمز، پرس تی‌وی را به طرف‌گیری تبلیغاتی به نفع سیاست‌های نظام جمهوری اسلامی ایران متهم کرد و چند تن از مجریان بریتانیایی آن را مورد انتقاد قرار داد. وی در ادامهٔ مقاله‌اش، از مجریان بریتانیایی پرس تی‌وی برای همکاری با این شبکه انتقاد کرد و یادآورد شد که دستمزد دریافتی آن‌ها از پرس تی‌وی، اعتبار بخشیدن به بازوی تبلیغاتی رژیمی است که روزنامه‌نگاران خود را تحت بی‌رحمانه‌ترین فشارهای سیاسی قرار می‌دهد.

## اتهام همکاری با مقامات امنیتی حکومت ایران
در ۴ مارس ۲۰۱۲ میلادی تلویزیون انگلیسی‌زبان پرس‌تی‌وی، با پخش فیلمی مستند به نام «چشم روباه» بخشی از سخنان دو زن و یک مرد را پخش کرد که اخیراً به همکاری با بی‌بی‌سی فارسی متهم شده بودند. بی‌بی‌سی مدعی است که اظهارات این افراد در دورهٔ بازجویی و هنگامی که آن‌ها در بازداشت بودند ضبط شده بود. سپاه پاسداران انقلاب اسلامی نام عملیات برخورد با بی‌بی‌سی فارسی را «پروژهٔ چشم روباه» گذاشته‌است.

## هک شدن
گروه هکری «بلک ریوارد» در مهر ۱۴۰۱ موفق به هک ایمیل مدیران و کارمندان شبکه خبری پرس تی‌وی و دست یافتن به اطلاعات شخصی آن‌ها شد. این گروه هکری برای کلیه کارمندان نوشت: «خودتان را این روزها به چه قیمتی می‌فروشید؟ با همان نرخ سابق با شما حساب می‌کنند؟ بترسید از فردا، قبل از آن که خیلی دیر شود!» و سپس این اطلاعات را منتشر کرد. کل اطلاعات سرویس ایمیل این شبکه نیز توسط این گروه به صورت عمومی منتشر شد. در بین اسناد منتشر شده پرداخت وجه به افراد مختلف و از جمله خبرنگاران و فعالان رسانه‌ای غیر ایرانی برای پوشش سیاست‌های مورد تأیید حکومت جمهوری اسلامی به چشم می‌خورد.

## قطع پخش‌ها

### حذف شبکه از ماهواره‌های اروپایی
شرکت ماهواره‌ای یوتل‌ست در دوشنبه ۲۵ مهر ۱۳۹۱ پخش این شبکه را از ماهواره هاتبرد متوقف کرد. پیش از این نیز پرس تی‌وی به‌روی ماهواره استرا حذف شده بود.
شرکت خدمات ماهواره‌ای اینتل‌ست ۱۹ ژوئن (۲۹ خرداد) همان سال اعلام کرد دیگر به شبکه‌های ایرانی از جمله شبکهٔ انگلیسی‌زبان پرس تی‌وی خدمات ارائه نمی‌دهد. همچنین شماری از ماهواره‌های غربی شامل «یوتل ست، اینتل‌ست، اوپتوس و گالکسی»، از امروز پخش شبکه‌های ایرانی «پرس تی‌وی، هیسپان تی‌وی، العالم، آی‌فیلم و الکوثر» را متوقف کردند.

### قطع واحد برون مرزی و لغو پروانه
در سال ۲۰۲۰ به علت حجم بدهکاری شبکه و نبود بودجه کافی بحث قطع شدن واحد برون مرزی پرس تی‌وی مطرح شد. پیمان جبلی در گفت‌وگو با خبرگزاری فارس گفت که احتمال می‌دهد به زودی به دلیل نبود بودجه برنامه‌های شبکه‌های برون مرزی این نهاد از جمله پرس تی‌وی و العالم تعطیل شوند. پیمان جبلی گفت: 
من متاسفم که ظاهراً در کشور مسئولان و نهادهایی که مسئول تأمین بودجه صداوسیما و به ویژه مسئول تأمین ارزی صداوسیما هستند، یا متوجه فجایعی که اتفاق می‌افتد، نیستند یا برایشان اهمیت ندارد و در هر دو صورت ما روز به روز بی‌دفاع‌تر می‌شویم در مقابل تبلیغات دشمنان و زمینه‌چینی که در افکار عمومی منطقه و جهان علیه ما می‌کنند و اینکه فرصت معرفی ظرفیت‌های ایران به خارج از کشور را از دست می‌دهیم.
به گفته دویچه وله، پرس تی‌وی از سوی فعالان مدنی بارها مورد اتهام قرار گرفته و یکی از جنجالی‌ترین اتهامات وارد بر این شبکه مربوط به ماجرای مازیار بهاری گزارشگر نیوزویک بود. بهاری در ایران به مدت چندین ماه زندانی بود و در آن زمان شبکه پرس تی‌وی خبرنگاری به زندان فرستاد که با بهاری مصاحبه کند و سپس همین مصاحبه را در قالب اعترافات مازیار بهاری از صدا و سیما پخش کردند. مازیار بهاری به همین دلیل از پرس تی‌وی شکایت کرد. نهایتاً شبکه پرس تی‌وی در دادگاهی در بریتانیا محکوم شد و آفکام به عنوان نهاد مسئول نظارت بر فعالیت همه رسانه‌های الکترونیکی در بریتانیا، پروانه فعالیت تولیدی شبکه را لغو و فرکانس پخش شبکه خبری پرس‌تی‌وی از طریق ماهواره شبکه اسکای را قطع کرد.

### مسدود شدن دامنه
دولت آمریکا چندین وب‌سایت نزدیک به ایران از جمله العالم، شبکه پرس‌تی‌وی و المسیره را مسدود کرد.

### قطع شدن در ماهواره یوتل‌ست
در آذر ۱۴۰۱ شرکت یوتل‌ست، پخش پرس تی‌وی از همه ماهواره‌های این شرکت را قطع کرد.

## مدیران
- محمد سرافراز (از مرداد ۱۳۷۳ تا آبان ۱۳۹۳ به مدت بیست سال این پست را در اختیار داشت) [نیازمند منبع]
- محمد اخگری (از آبان ۱۳۹۳ تا ۲۳ مرداد ۱۳۹۵)
- پیمان جبلی (از ۲۳ مرداد ۱۳۹۵ تا ۷ مهر ۱۴۰۰)
- احمد نوروزی (اکنون)

## تعلیق دو تن از کارکنان پرس تی وی
پس از اینکه شینا شیرانی که یکی از مجریان مشهور شبکهٔ پرس تی‌وی بود، فایلی صوتی در مورد آزار جنسی قرار گرفتن خود توسط دو تن از کارکنان پرس تی‌وی را منتشر کرد؛ روابط عمومی شبکهٔ پرس تی‌وی به خبرگزاری ایرنا اعلام کرد: علی‌رغم اینکه اصولاً فایل صوتی از لحاظ قانونی و قضایی وجاهت نداشته و شکایتی نیز تاکنون ارائه نشده‌است اما به دلیل اهمیت موضوع، مسئولان ذی‌ربط در حال رسیدگی به آن و تشخیص صحت و سقم این ادعا بوده و تا مشخص شدن نتایج کامل تحقیقات، این دو تن تعلیق شده‌اند.

## برای مطالعهٔ بیشتر
Behravesh, Maysam (2013). "Press TV: Iran's Revisionist Voice in Perspective (http://www.presstv.ir/, http://www.presstv.com/)". Asian Politics & Policy. Wiley. 5 (4): 683–686. doi:10.1111/aspp.12061. ISSN 1943-0779.